# Astroquímica
L'astroquímica és la ciència que s'ocupa de l'estudi de la composició química del material difús trobat en l'espai interestel·lar, normalment concentrat en grans núvols moleculars. L'astroquímica representa un camp d'unió entre les disciplines d'astrofísica i de la química.
La molècula més abundant a l'univers, l'hidrogen (H₂), no presenta un moment dipolar elèctric, raó per la qual no és fàcilment detectable. En el seu lloc, és molt més fàcil estudiar el material difús en les molècules com el CO. Els astroquímics han aconseguit identificar centenars de tipus de molècules, algunes tan complexes com aminoàcids o fullerens.
La investigació moderna en l'astroquímica inclou, també, l'estudi de la formació i interacció d'aquestes molècules complexes en medis poc densos, estudi que pot tenir implicacions en la comprensió de l'origen de la vida a la Terra.
L'astroquímica s'encavalca amb l'astrofísica, ja que aquesta última descriu reaccions nuclears que ocorren en els estels, enriquint el medi estel·lar amb elements pesants.

## Espectroscòpia
L'anàlisi detallada de l'espectre d'emissió o absorció dels estels, planetes i del medi interestel·lar permet identificar la seva composició química, la seva temperatura superficial i l'acceleració de la gravetat en la superfície de les estrelles. Cada element químic té un espectre d'emissió que pot ser identificat i predit basant-se en la mecànica quàntica i la física estadística. Això és així perquè els processos d'emissió de llum estan quantitzats, i permeten a aquestes disciplines científiques calcular els diferents nivells d'energia, o (estats quàntics) en els quals es pot trobar un element i les seves transicions, associades a l'emissió de llum en longituds d'ona específiques.
En el cas del medi interestel·lar, s'utilitza l'espectre d'emissió en l'infraroig llunyà o en longituds d'ona mil·limètriques. L'anàlisi de l'espectre d'absorció de la llum de fons permet aconseguir dades sobre la quantitat de material en els núvols interestel·lars.
Les atmosferes dels planetes del sistema solar s'investiguen utilitzant l'espectre de reflexió de la llum solar sobre el planeta i l'espectre de l'emissió en l'infraroig del planeta.
En l'anàlisi de les atmosferes estel·lars, realitzada en longituds d'ona visible i ultraviolada, és necessari considerar l'efecte de desplaçament de la longitud d'ona (efecte Doppler) associat al moviment de l'estrella, i especialment a la seva rotació.

## Història
Les observacions dels espectres solars realitzades per Athanasius Kircher (1646), Jan Marek Marci (1648), Robert Boyle (1664) i Francesco Maria Grimaldi (1665) van ser anteriors al treball de Newton de 1666 que va establir la naturalesa espectral de la llum i va donar lloc al primer espectroscopi. L'espectroscòpia es va utilitzar per primera vegada com a tècnica astronòmica el 1802 amb els experiments de William Hyde Wollaston, que va construir un espectròmetre per observar les línies espectrals presents a la radiació solar. Aquestes línies espectrals es van quantificar més tard mitjançant el treball de Joseph Von Fraunhofer.
Tot i que la radioastronomia es va desenvolupar a la dècada de 1930, no va ser fins al 1937 que va sorgir cap evidència substancial per a la identificació concloent d'una molècula interestel·lar. Fins a aquest punt, les úniques espècies químiques conegudes que existien a l'espai interestel·lar eren atòmiques. Aquestes troballes es van confirmar el 1940, quan A. McKellar va identificar i va atribuir línies espectroscòpiques en una observació de ràdio fins aleshores no identificada a molècules de CH i CN a l'espai interestel·lar. En els trenta anys posteriors, es va descobrir una petita selecció d'altres molècules a l'espai interestel·lar: la més important va ser l'OH, descobert el 1963 i important com a font d'oxigen interestel·lar, i l'H2CO (formaldehid), descobert el 1969 i significatiu. per ser la primera molècula orgànica i poliatòmica observada a l'espai interestel·lar.